# Фрак

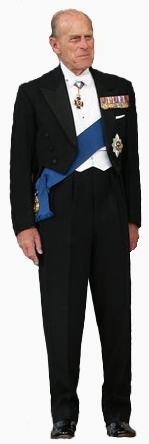
Принц Филипп, герцог Эдинбургский, во фраке

Фрак (фр. frac) — мужской вечерний костюм особого покроя для официальных мероприятий, состоящий из пиджака, короткого спереди, с длинными узкими фалдами (полами) сзади, и брюк с атласными лампасами.

## История
Особенностями своего вида фрак обязан тому, что он был первоначально элементом формы одежды кавалерийских офицеров, позволявшей им с удобством ездить верхом (особенно садиться на лошадь) и при этом эффектно выглядеть.
Появился фрак во Франции в середине XVIII века и был исключительной военной одеждой и первоначально ни в коем случае не относился к парадной одежде. Но тот факт, что в те времена кавалерийские офицеры принадлежали, как правило, к высшему сословию и, конечно же, часто появлялись на званых вечерах и балах, постепенно привёл к тому, что фрак стал модной в те времена одеждой для торжественных случаев.
Во времена Великой французской революции появились фраки в стиле «инкруаябль» (невероятные). Он был снабжён чрезмерно большим воротником и лацканами, дополнялся не менее внушительным галстуком, закрывавшим подбородок, а туго накрахмаленный воротник рубашки доходил до середины щёк. В России во времена Павла I такие фраки, ставшие своеобразным символом бунтующей Франции, были запрещены и лишь после кончины императора вновь появились в столичных салонах, а затем превратились в повседневную одежду.
Не случайно в «Горе от ума» А. С. Грибоедова встречаются несколько неодобрительные слова о фраке, который в самом начале XIX в. мог восприниматься ещё с опаской:

Хвост сзади, спереди какой-то чудный выем,

Рассудку вопреки, наперекор стихиям

(д. III, явл. 22).

Встарь фраки обычно шили из тонкого сукна, а порой и из бархата, обычно синего, коричневого или зелёного цветов. Изначально чёрный цвет ассоциировался с трауром, и такой фрак надевали только для участия в траурных церемониях, предпочитая в повседневной и праздничной жизни надевать фраки других цветов, о чём сохранилось немало свидетельств и в русской литературе.

«Коллежский советник Павел Иванович Чичиков, помещик, по своим надобностям» носил фрак «брусничного цвета с искрой».
— Гоголь Н. В. «Мёртвые души»

Все почти с наивным детским любопытством смотрели на белую шляпу и зелёный фрак Пьера.
— Толстой Л. Н. «Война и мир»
К последней трети XIX столетия фрак практически исчез с улиц, уступив место смокингам и пиджакам, и превратился в парадный туалет для торжественных и официальных мероприятий, проходящих в соответствии со строгим дресс-кодом. Со временем их стали носить также и танцоры, и музыканты.

## Описание
Под фрак надевается сорочка с туго накрахмаленной манишкой, стоячим воротником с загнутыми углами и скромными запонками; повязывается белый пикейный или шёлковый галстук-бабочка; поверх сорочки надевается белый пикейный жилет (шёлковый не считается хорошим тоном) с тремя пуговицами, которые всегда должны быть застёгнутыми.
В нагрудный карман пиджака вкладывается белый носовой платок (если на груди не прикреплены ордена). При себе следует иметь свежие белые перчатки. С фраком следует носить карманные часы на цепочке, а не наручные.
Фрачные брюки снабжены атласными лампасами.
Фрак полагается носить только с чёрными лаковыми туфлями и чёрными носками. Когда холодно, поверх фрака надевают чёрное пальто, к которому полагаются белый шарф, белые перчатки и чёрная шляпа-цилиндр.
Чтобы отличить участников мероприятия от обслуживающего персонала, также одетого во фраки, персонал надевает не белые, а чёрные жилеты и галстуки-бабочки.
Фрак подчёркивает малейшие изъяны в осанке, поэтому людям с дефектами позвоночника, сутулым и т. п. можно посоветовать вместо фрака надеть смокинг; следует, однако, иметь в виду, что фрак — одежда для официальных мероприятий, а смокинг — для неофициальных, хотя и торжественных.

## Фрак в бальных танцах
Фрак является обязательной формой одежды в Европейской программе по бальным танцам. У танцевальных фраков другой крой пошива.

## Фрак в конном спорте
Рейт-фрак является обязательной формой одежды в соревнованиях по выездке. Покрой такого фрака несколько отличается от танцевального и светского с тем, чтобы обеспечить всаднику наибольшее удобство при управлении лошадью.